# Emlékezet
Az emlékezet egy szervezet azon képessége, hogy eltároljon, megőrizzen és előhívjon információkat és élményeket. Az emlékezet hagyományos kutatásai a filozófia területén kezdődtek. A 19. század végén, illetve a 20. század elején az emlékezetkutatás a kognitív pszichológia keretein belül folytatódott. A kutatók jelenleg úgy vélik, hogy az emlékezés egy komplex, az agy számos területére kiterjedő folyamat, amely nem csak az agy egy meghatározott régiójában zajlik. Az emlékezés folyamata kódolással kezdődik, majd tárolással folytatódik és végül a felidézéssel zárul. Az utóbbi évtizedekben az emlékezetkutatás a kognitív tudományok vezető témájává vált, mintegy interdiszciplináris láncszemként a kognitív pszichológia és az idegtudomány között.

## Az emlékezet kutatása
Hermann Ebbinghaus (1850-1909) német filozófus volt az első tudós, aki demonstrálta, hogy az emlékezet kísérletileg vizsgálható. Vizsgálódásait saját emlékezetén végezte: szólistákat dolgozott ki, tanult meg, és vizsgálta az emlékezeti teljesítményét. Eredményei alapján ő írta le az ún. felejtési görbét. Az emlékezet vizsgálatának ebbinghausi hagyománya, amelyet később verbális tanulási megközelítésnek neveztek, az Egyesült Államokban talált követőkre és vált rendkívül népszerűvé. A kutatók ezen szemléleten keresztül azt vizsgálták, hogy a különböző feltételek hogyan befolyásolják az újonnan elsajátított ismeretek hozzákapcsolódását a régiekhez. Eredményeiket az inger-válasz kategóriák segítségével értelmezték, és kísérleteik során többnyire szólisták tanulását alkalmazták. Ez a megközelítés az 1930-as évektől nagyjából a 60-as évekig virágzott.
Az emlékezetkutatás másik nagy gyökere a német alaklélektani iskolához köthető. Az elsősorban percepcióval foglalkozó irányzat az észleléskutatási eredményeit megpróbálta az emlékezetkutatásban is alkalmazni. A Gestalt-pszichológusok inkább a belső reprezentációk jelentőségét hangsúlyozták az inger-válasz kapcsolatok helyett. Az emlékezetre mint aktív folyamatra hívták fel a figyelmet, és a tanulást végző személy szervezői tevékenységére is hangsúlyt fektettek. Ezen irányzat jeles képviselője George Mandler és Endel Tulving.
Az emlékezetkutatás harmadik fő irányvonala Nagy-Britanniából indult ki, amely Frederic Charles Bartlett (1932) Az emlékezés című művének nyomán alapult. Bartlett megkérdőjelezte az értelmetlen szövegek tanulása mechanizmusának vizsgálatát, és a hangsúlyt a komplex, összetett ingeranyagokra helyezte. Híres emlékezeti tesztje "A szellemek háborúja", amely az európai kultúra számára idegen népek hagyományain alapuló népmese. Vizsgálataiban kifejezetten hangsúlyozta a megértésre tett erőfeszítést, az emlékezés során előforduló hibázások vizsgálatát. Bartlett úgy vélte, hogy a feltevések belső reprezentációkon, sémákon alapulnak. A sémák strukturálják a világról őrzött tudásunkat, illetve befolyásolják azt is, hogy miként tárolunk el és hívunk elő új információkat. Azonban ezeket a nehezen megragadható belső reprezentációkat kísérletileg ekkor még nehezen lehetett vizsgálni.
Az 1950-es évek kognitív forradalmának keretében elterjedt az ún. információfeldolgozási megközelítés. A digitális számítógép modelljére kialakult az emlékezet mint információkódoló, -tároló, illetve -előhívó, több tárolási rendszerrel rendelkező modellje. Az utóbbi évtizedekben az emlékezetkutatás a kognitív tudomány egyik vezető témájává vált.

## Az emlékezés folyamata
Információfeldolgozási szemszögből három fő lépésre osztható az emlékezés folyamata:
- kódolás, azaz az információ befogadása, feldolgozása és kombinálása
- tárolás, azaz a kódolt információ tartós regisztrálása
- előhívás, azaz az eltárolt információ felidézése valamely inger hatására

Az emlékezés folyamatának e három szintje különböző feladatokat lát el, azonban szorosan összefüggnek egymással. A kódolás milyensége befolyásolja az információ eltárolását, a tárolás módja pedig a későbbi előhívás sikerességét.

## Gátlás az emlékezeti előhívásban
Irányított felejtés
Bjork és munkatársai foglalkoztak a jelenséggel, amelyet irányított felejtésnek neveztek el az eljárásuk során.
A kísérleti személyeknek szavakat, mássalhangzókat vagy számokat mutattak, majd egy ponton azt az instrukciót adták nekik, hogy az eddig tanultakat csak a "bemelegítés" miatt kellett megjegyezniük, ezért megkérték őket, hogy próbálják meg elfelejteni az eddig látott szavakat/számokat, hogy a későbbi megjegyzendő szavakat és számokat ne befolyásolják (Bjork, 1970; Geiselman- Bjork- Fishman, 1983).
Miután ezt az instrukciót megkapták a kísérleti személyek újabb szavakat kellett megtanulniuk, ezt követően egy rövid feladatot kaptak késleltetés gyanánt, s csak ez után kérték meg őket, hogy idézzék fel az összes ingert, amelyet a kísérletben láttak, azokat is, amelyekre azt az utasítást kapták, hogy elfelejthetik.
Az eredmények azt mutatják, hogy a kísérleti személyek elfelejtették azokat a szavakat, amelyek a felejtési instrukció előtt álltak. A kontrollcsoport kísérleti személyei a felejtési instrukció helyett emlékezési instrukciót kaptak, tehát arra kérték őket, hogy minél több ingert tartsanak fejben.
A felejtési instrukciót kapó csoport résztvevői szignifikánsan kevesebb szót tudtak felidézni a szólistából, mint a kontrollcsoport tagjai.
Valójában azonban nem történt tényleges felejtés, hiszen a szabad felidézést követően a kísérleti személyek kaptak egy felismerési tesztet, s itt a kísérleti- és a kontrollcsoport tagjai is ugyanannyi szót ismertek fel a lista első feléből (Russo-Andrade, 1995).
Bjork szerint a jelenséget az okozza, hogy létrejön egy gátló hatás az emlékezeti előhívás közben, s ezt a gátlást Bjork aktív elnyomásként, vagyis az aktiváló hatás ellentéteként definiálja (Bjork, 1989).
A kísérletet elvégezték egy másik változatban is, ekkor Woodward és Bjork (1971) a fent leírt kísérletben a felejtési instrukció után pénzjutalmat ígértek minden olyan szóért, amelyet fel tudnak idézni a kísérleti személyek. Az eredmények nem változtak, a pénzjutalom ellenére is képtelenek voltak felidézni a kísérleti személyek több szót.
Irányított felejtési hatást értelmes mondatokkal és mozgásos reakciókkal kapcsolatban is létre lehet hozni, nem csak szólistákkal/számlistákkal (Racsmány, 2002 áttekintése).

## Emlékezeti rendszerek

### Szenzoros emlékezet
A szenzoros emlékezet az információknak egy nagyon rövid ideig történő tárolása egy adott modalitásban (pl. vizuális, auditoros). Ez az időtartam kb. 200-500 milliszekundum. Ha úgymond egy pillantást vetünk valamire, akkor a szenzoros emlékezeti rendszerünket használjuk. Ennélfogva a szenzoros emlékezet egyben tartozik az észlelés, illetve az emlékezet témaköréhez is. A szenzoros emlékezetnek több típusa van: megkülönböztethetjük az ún. ikonikus emlékezetet, amely a vizuális információk rövid ideig történő tárolását végzi, illetve az echoikus emlékezetet, amely az auditoros szenzoros emlékezetre használt kifejezés.

### Rövid távú emlékezet és a munkamemória
A rövid távú emlékezet (short term memory – STM) kis mennyiségű információ néhány másodpercig történő tárolására képes rendszer. A rövid távú emlékezet verbális, vizuális-téri, sőt, akár szaglási és tapintási információk tárolását is lehetővé teszi. A munkamemória olyan emlékezeti rendszer, amely egyfajta "mentális munkaállomás", amely lehetővé teszi, hogy bizonyos információkat fejben tartsunk, azokat manipuláljuk egy feladat elvégzése közben.

### Hosszú távú emlékezet
A hosszú távú emlékezet (long term memory – LTM) az a rendszer, amely lehetővé teszi, hogy hosszú időn keresztül információkat tároljunk. A szenzoros és a rövidtávú emlékezettel ellentétben a hosszú távú emlékezetnek nincs kapacitási korlátja.
A hosszú távú emlékezeten belül élesen elkülönül az ún. explicit vagy deklaratív emlékezet, illetve az implicit avagy a nem deklaratív emlékezet.
A deklaratív emlékezet vagy explicit emlékezet az eseményekre való és tényekre való emlékezet együttes elnevezése, annak alapján, hogy képesek vagyunk-e tapasztalatainknak tudatába kerülni és a tudat tartalmáról nyelvileg beszámolni. Két alrendszere van: az egyik a szemantikus emlékezet, amely a világról való tudásunkat, ismereteinket tárolja, a másik az epizodikus emlékezet, amely az egyedi eseményekre való emlékezést teszi lehetővé .
Az implicit emlékezet során a hosszú távú memóriából előhívott emlékezet a teljesítményen keresztül mutatkozik meg, és nem a tudatos felidézésben.

## Emlékezeti modellek

### Atkinson–Shiffrin-modell
Atkinson és Shiffrin az ún. modális modellje az emlékezet információfeldolgozási megközelítése. A modell szerint az információ először a környezetből a szenzoros emlékezetünkbe jut, onnan pedig bekerül a rövid távú emlékezetbe. A modellben a rövid távú emlékezet mint munkamemória működik, avagy ez a rendszer felelős az emlékezeti stratégiák kiválasztásáért és működéséért. Innen az ismétlés segítségével kerül át az információ a hosszú távú memóriába.
Ez a modell azonban számos kritikát kapott. Többek között nem tud megmagyarázni számos neuropszichológiai esetet. Mivel a modell szerint a hosszú távú emlékezet "előszobája" a rövid távú emlékezet, ez utóbbi deficitje esetén súlyos tanulási nehézségeknek kellene jelentkeznie a betegeknél. Azonban például Shallice és Warrington (1970) betegére sem volt ez jellemző.

### Többkomponensű modell / Standard munkamemória-modell
Alan Baddeley és Graham Hitch 1974-ben publikálta a munkamemória-modellt, amely a rövid távú emlékezetet hagyományos, megtartó funkcióján kívül kibővítette egy speciális, aktív komponenssel. A munkamemória-modell napjaink leginkább elfogadott koncepciója a munkamemória működésével kapcsolatban. A modellnek három eleme van. Az ún. fonológiai hurok funkciója a beszédalapú elemek átmeneti megtartása. A másik alrendszer, a téri-vizuális vázlattömb a vizuálisan illetve térileg kódolt elemek megtartását végzi. Ezt az egész rendszert a modell szerint az ún. központi végrehajtó kontrollálja, amely egy korlátozott figyelmi kapacitású ellenőrző rendszer, amely a fonológiai hurokban és a téri-vizuális vázlattömbben lévő elemek szelekcióját és manipulációját végzi. Ezt a három komponenst Baddeley 2000-ben kibővítette az ún. epizodikus puffer fogalmával. A modell komponensei egymással párhuzamosan működnek, az egyik sérülése érintetlenül hagyja a másikat, és egyik kapacitása sem jósolja be a másik kapacitását.

### A standard munkamemória-modell alternatívái

#### Randall Engle és munkatársai – kontroll és tárolás
Engle egy egységes munkamemória-modellt feltételezett, amelyben az információ tárolását, manipulációját és előhívását a kontrollált figyelmi rendszer végzi. A munkamemóriát két komponens működésével írta le, az egyik a rövid távú emlékezet (a hosszú távú emlékezet átmenetileg aktív része), a másik pedig maga a kontrollált figyelem (ez helyezi a figyelem fókuszába az egyes emlékezeti elemeket).

#### Nelson Cowan – beágyazott folyamatok modellje
Cowan szerint nem beszélhetünk munkamemória-rendszerről, csak munkamemória-jelenségekről, melyek 3 fő komponense:
1. figyelmi fókuszban lévő, aktivált hosszú távú emlékezeti elemek
2. figyelmi fókuszban nem lévő, de aktív hosszú távú emlékezeti elemek
3. inaktív emlékezeti elemek, amik jól használható hívóingerekkel rendelkeznek

Ebben a modellben ahhoz, hogy egy inger kapcsolatba kerüljön a hosszú távú emlékezeti reprezentációkkal, először a figyelem középpontjába kell, hogy kerüljön. Miután ez megtörtént, hosszú távú emlékezeti elem lesz belőle, ami később újra tud aktiválódni, ha feltűnik az inger.
A fő különbség a standard munkamemória-modell és a beágyazott folyamatok modellje között, hogy az előbbiben a két alrendszer (verbális és téri-vizuális) különbözhet a kapacitásában, míg az utóbbiban egységes a kapacitás. Az elmélet gyenge pontja, hogy a kísérleti eredmények és a neuropszichológiai vizsgálatok szerint a verbális és a téri-vizuális kapacitás igenis eltérhet egymástól. Ezt Cowan a perceptuális feldolgozási folyamatok szintjén bekövetkező különbségekkel próbálja megmagyarázni, azonban több kísérletben ezt a tényezőt is kontrollálták, s mégis egyénen belüli különbségeket kaptak.

#### James Nairne – hívóinger által vezérelt rövid távú emlékezet
Nairne szerint alapvetően hibás az a széles körben elterjedt nézet, miszerint az átmenetileg aktivált emléknyomok elhalványulnak, ha nincs frissítő mechanizmus (pl. szólista ismételgetése magunkban) – az előbbi modellek is erre épülnek. Nairne szerint a nyomelhalványulásra nincs tudományos bizonyíték, és inkább a hívóinger-célemlék kapcsolatokra kell koncentrálnunk az emlékezésnél, nem pedig frissítő mechanizmusokra.
Nairne McGeoch interferenciaelméletét veszi kiindulási alapnak, mely szerint a humán tanulás és felejtés a hívóingerek és célemlékek kapcsolatának eredménye. Felejtésnél vagy túlterhelt a hívóinger (pl. túl sok elemet kell megjegyeznünk egy adott kategóriából), vagy gyengül a kapcsolat az inger és az emlék között, vagy rossz a hívóinger aktiválása. Az interferenciaelmélet egyik fontos kísérleti bizonyítéka a kiszabadulás a proaktív interferenciából. Ez azt jelenti, hogy a korábban bemutatott elemek felidézést zavaró hatása megszűnik, ha kategóriát váltunk. Például ha sok szó felidézését várják el tőlünk az "állatok" kategóriáján belül, akkor egy idő után csökkenni fog a teljesítményünk, míg ha egy idő után a növényeket kell megjegyeznünk, akkor megszűnik a teljesítménycsökkenés.